# Arnay-le-Duc
Arnay-le-Duc és un municipi francès, situat al departament de la Costa d'Or i a la regió de Borgonya - Franc Comtat. L'any 2007 tenia 1.690 habitants.

## Demografia

### Població
El 2007 la població de fet d'Arnay-le-Duc era de 1.690 persones. Hi havia 753 famílies, de les quals 315 eren unipersonals (133 homes vivint sols i 182 dones vivint soles), 222 parelles sense fills, 147 parelles amb fills i 69 famílies monoparentals amb fills.
La població ha evolucionat segons el següent gràfic:
Habitants censats

### Habitatges
El 2007 hi havia 915 habitatges, 777 eren l'habitatge principal de la família, 48 eren segones residències i 90 estaven desocupats. 542 eren cases i 369 eren apartaments. Dels 777 habitatges principals, 400 estaven ocupats pels seus propietaris, 337 estaven llogats i ocupats pels llogaters i 40 estaven cedits a títol gratuït; 24 tenien una cambra, 111 en tenien dues, 175 en tenien tres, 201 en tenien quatre i 266 en tenien cinc o més. 435 habitatges disposaven pel capbaix d'una plaça de pàrquing. A 394 habitatges hi havia un automòbil i a 219 n'hi havia dos o més.

### Piràmide de població
La piràmide de població per edats i sexe el 2009 era:
| Homes | Edats   | Dones |
| ----- | ------- | ----- |
| 4     | 95 o +  | 12    |
| 0     | 90 a 94 | 32    |
| 0     | 85 a 89 | 36    |
| 16    | 80 a 84 | 36    |
| 32    | 75 a 79 | 52    |
| 36    | 70 a 74 | 56    |
| 48    | 65 a 69 | 52    |
| 32    | 60 a 64 | 68    |
| 56    | 55 a 59 | 36    |
| 64    | 50 a 54 | 68    |
| 72    | 45 a 49 | 52    |
| 32    | 40 a 44 | 36    |
| 64    | 35 a 39 | 68    |
| 76    | 30 a 34 | 72    |
| 52    | 25 a 29 | 76    |
| 40    | 20 a 24 | 44    |
| 36    | 15 a 19 | 64    |
| 52    | 10 a 14 | 36    |
| 52    | 5 a 9   | 56    |
| 40    | 0 a 4   | 72    |

## Economia
El 2007 la població en edat de treballar era de 1.020 persones, 719 eren actives i 301 eren inactives. De les 719 persones actives 655 estaven ocupades (357 homes i 298 dones) i 63 estaven aturades (29 homes i 34 dones). De les 301 persones inactives 123 estaven jubilades, 75 estaven estudiant i 103 estaven classificades com a «altres inactius».

### Ingressos
El 2009 a Arnay-le-Duc hi havia 747 unitats fiscals que integraven 1.546,5 persones, la mediana anual d'ingressos fiscals per persona era de 16.121 €.

### Activitats econòmiques
Dels 159 establiments que hi havia el 2007, 5 eren d'empreses extractives, 4 d'empreses alimentàries, 1 d'una empresa de fabricació de material elèctric, 7 d'empreses de fabricació d'altres productes industrials, 14 d'empreses de construcció, 45 d'empreses de comerç i reparació d'automòbils, 6 d'empreses de transport, 11 d'empreses d'hostatgeria i restauració, 2 d'empreses d'informació i comunicació, 9 d'empreses financeres, 7 d'empreses immobiliàries, 15 d'empreses de serveis, 19 d'entitats de l'administració pública i 14 d'empreses classificades com a «altres activitats de serveis».
Dels 44 establiments de servei als particulars que hi havia el 2009, 1 era una oficina d'administració d'Hisenda pública, 1 gendarmeria, 1 oficina de correu, 5 oficines bancàries, 1 funerària, 2 tallers de reparació d'automòbils i de material agrícola, 1 autoescola, 4 paletes, 2 guixaires pintors, 2 fusteries, 3 lampisteries, 1 electricista, 6 perruqueries, 5 veterinaris, 1 agència de treball temporal, 3 restaurants, 2 agències immobiliàries, 1 tintoreria i 2 salons de bellesa.
Dels 27 establiments comercials que hi havia el 2009, 3 eren supermercats, 1 un supermercat, 1 una botiga de més de 120 m², 2 fleques, 2 carnisseries, 1 una peixateria, 3 botigues de roba, 1 una botiga de roba, 2 sabateries, 1 una sabateria, 1 una botiga d'electrodomèstics, 1 una botiga de mobles, 2 drogueries, 1 un drogueria, 1 una perfumeria i 4 floristeries.
L'any 2000 a Arnay-le-Duc hi havia 7 explotacions agrícoles.

## Equipaments sanitaris i escolars
El 2009 hi havia 1 hospital de tractaments de curta durada, 1 un hospital de tractaments de llarga durada, 2 farmàcies i 1 ambulància.
El 2009 hi havia 1 escola maternal i 2 escoles elementals. Arnay-le-Duc disposava d'un col·legi d'educació secundària amb 199 alumnes.

## Poblacions més properes
El següent diagrama mostra les poblacions més properes.